# Agamerion gelo
Agamerion gelo är en stekelart som först beskrevs av Walker 1839.  Agamerion gelo ingår i släktet Agamerion och familjen puppglanssteklar. Inga underarter finns listade i Catalogue of Life.